# 热水河乡
热水河乡，是中华人民共和国四川省凉山彝族自治州金阳县下辖的一个乡镇级行政单位。2021年1月12日，将原桃坪乡克业村、矿山村1至5组所属行政区域划归热水河乡管辖。

## 行政区划
热水河乡下辖以下地区：
大沙坝村、体可洛村、热水河村和瓜子地村。